# 신진식
신진식(申珍植, 1975년 2월 1일~)은 대한민국의 전 배구 선수 및 지도자이다.

## 경력
'갈색 폭격기'라는 별명이 있다. 성균관대학교 시절부터 강 스파이크로 이름을 알렸다. 선수 시절 김세진과 함께 '좌진식 우세진'이라는 말을 들으며 삼성화재의 겨울리그 9연패의 주역으로 활약하였다. 그러나 삼성화재 입단 전에 현대자동차와 스카우트 파동이 발생하여 법정 공방이 있었고, 이 사건으로 김남성 감독이 성균관대학교 감독에서 물러났다.
2007년 은퇴 후 대한민국 배구 국가대표팀 트레이너 및 KBS N 스포츠 배구 해설위원, 홍익대학교 배구부 감독으로 활동하였다.
2013년 홍익대학교 감독에서 물러나 친정팀 대전 삼성화재 블루팡스의 코치로 영입되었다.
2016-2017 V리그를 앞두고 신진식 코치가 임도헌 감독을 비롯해 구단 측에 대전 삼성화재 블루팡스 코치직 사임 의사를 밝혔다.
"임 감독을 잘 모시지 못하고 있다는 생각을 그 전부터 많이 했다"며 "이런 부담을 갖고 계속 함께 한다면 오히려 코칭스태프와 선수단에게 좋지 않겠다는 판단을 내렸다.
대전 삼성화재 블루팡스는 2016-2017시즌 종료 후 3월 24일 임도헌 감독이 일신상의 이유로 사임 의사를 표명했다고 발표하며
신치용(62) 대전 삼성화재 블루팡스 단장은 삼성화재 후임 감독의 우선조건으로
'삼성화재 선수 출신'을 꼽았고 대전 삼성화재 블루팡스 2016-2017시즌 시작하기전에 대전 삼성화재 블루팡스코치를 사임했던 신진식, 안산 OK저축은행 러시앤캐시 코치 석진욱, 성균관대학교배구부 감독 신선호, 대전 삼성화재 블루팡스 코치 고희진이 후보군으로 꼽혔다.
후보군 중 신치용 대전 삼성화재 블루팡스 단장은 신진식을 대전 삼성화재 블루팡스 감독 적임자라고 판단하여 2017년 4월 3일 친정팀 대전 삼성화재 블루팡스의 감독으로 취임하였다.
하지만 결국 2020 시즌 조기 종료 후 재계약에 실패하며 고희진에게 삼성화재의 감독을 넘겼다. 이후에는 배구 현장을 떠나 있는 상태다.

## 학력사항
- 전주덕진초등학교
- 남성중학교
- 남성고등학교
- 성균관대학교

## 수상
- 1997년 - 슈퍼리그 베스트식스, 서브왕, 인기상
- 1998년 - 슈퍼리그 MVP, 베스트식스, 서브상
- 2001년 - 슈퍼리그 MVP, 베스트식스, 인기상
- 2001년 - V-코리아 세미프로리그 공격상
- 2002년 - 슈퍼리그 공격상
- 2003년 - 삼성화재 애니카 배구 슈퍼리그 MVP

## 경력
- 1996년 - 대전 삼성화재 블루팡스 입단
- 1998년 - 방콕 아시안게임 배구 국가대표
- 2000년 - 시드니 올림픽 배구 국가대표
- 2002년 - 부산 아시안게임 배구 국가대표
- 2006년 - 세계남자배구선수권대회 국가대표
- 2006년 - 도하 아시안게임 배구 국가대표
- 2007년 - 프로배구 V리그 올스타 선정
- 2007년 - 공식 은퇴
- 2007.12 - 삼성화재 블루팡스 명예의 전당 헌액
- 2010.08 - 배구국가대표팀 트레이너
- 2010.12 - KBS N 스포츠 해설위원
- 2011.05 ~ 2013.10 - 홍익대학교 배구부 감독
- 2013.10 ~ 2016 - 삼성화재 블루팡스 코치
- 2017.04 ~ 2020.4 - 삼성화재 블루팡스 감독

### 방송
- 1995년 KBS2 가족오락관
- 2012년 SBS 《붕어빵》 - 176회 게스트 출연
- 2016년 KBS2 《우리동네 예체능》 - 157회, 160회 게스트 출연
- 2020년 JTBC 《뭉쳐야 찬다》 - 52회 게스트 출연

### 영화
- 2024년 영화 《1승》